# 데니스 듀건
데니스 듀건(Dennis Dugan, 1946년 9월 5일 ~ )은 미국의 배우 및 영화 감독이다.

## 참여 작품
- 쥬니어는 문제아
- 폭소 삼총사
- 해피 길모어
- 빅 대디 (영화)
- 악마 같은 여자
- 내셔널 시큐리티
- 벤치워머스
- 조한 (영화)
- 다 큰 녀석들
- 마이 프리텐드 와이프
- 잭 앤 질 (영화)
- 다 큰 녀석들 2

### 배우 역할
- 하울링 (1981년 영화)
- 내 사랑 신디
- 결혼의 조건
- 우리 아빠 야호
- 해피 길모어
- 빅 대디 (영화)
- 벤치워머스
- 다 큰 녀석들

### 텔레비전
- 형사 콜롬보
- 블루문 특급
- 매시 (드라마)
- 천재소년 두기
- L.A. 로
- 뉴욕경찰 24시
- 피켓 펜스
- 시카고 메디컬
- 앨리 맥빌